# Formica manni
Formica manni är en myrart som beskrevs av Wheeler 1913. Formica manni ingår i släktet Formica och familjen myror. Inga underarter finns listade i Catalogue of Life.

## Bildgalleri

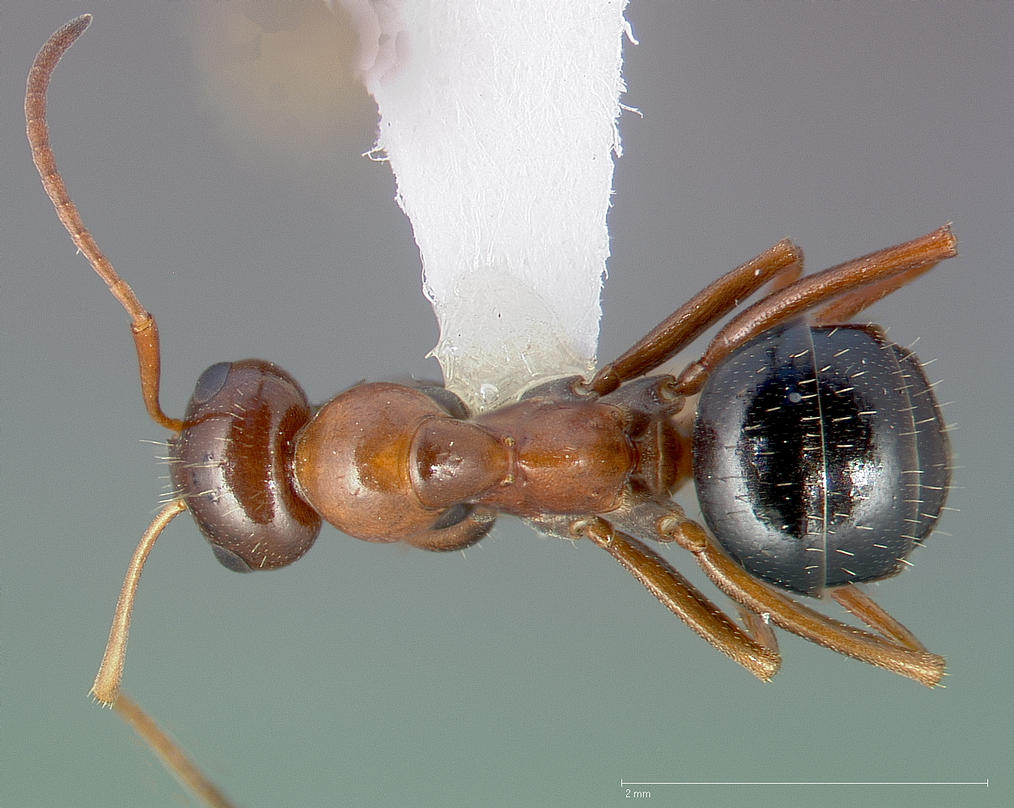
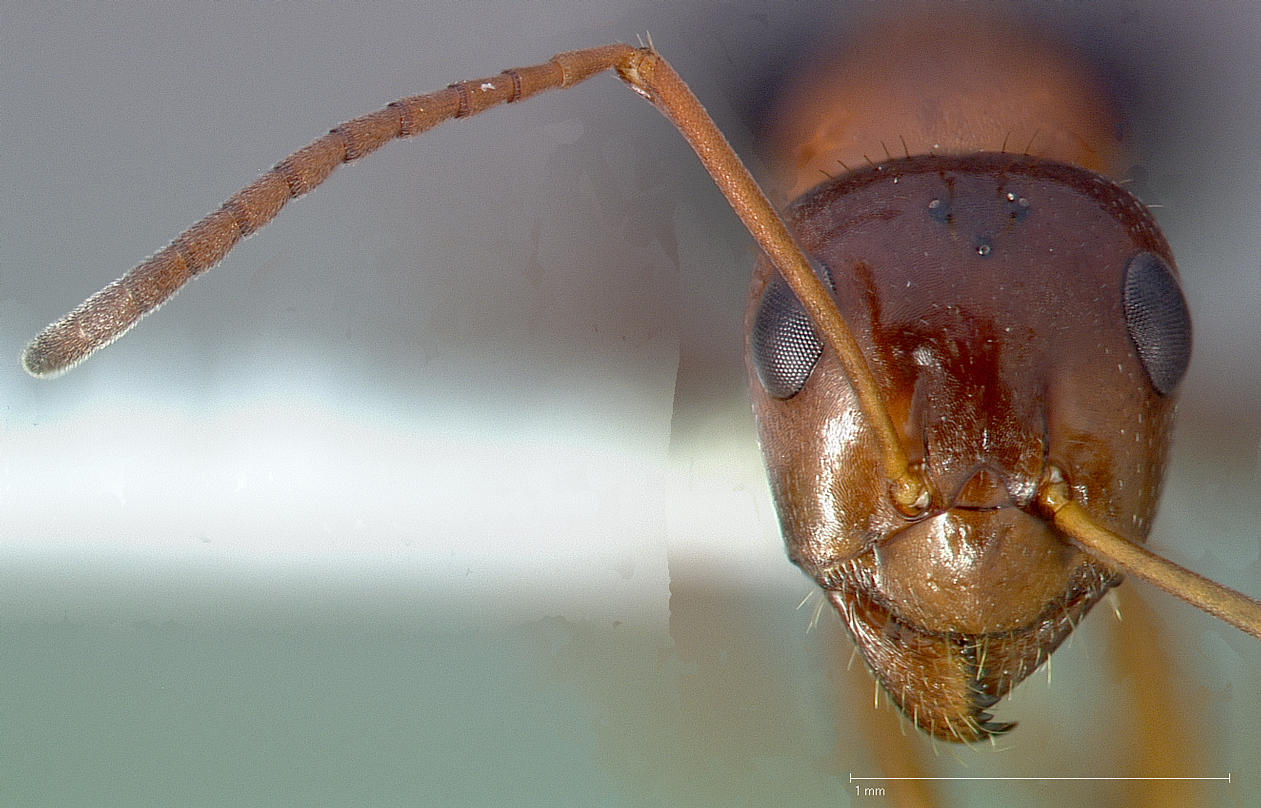
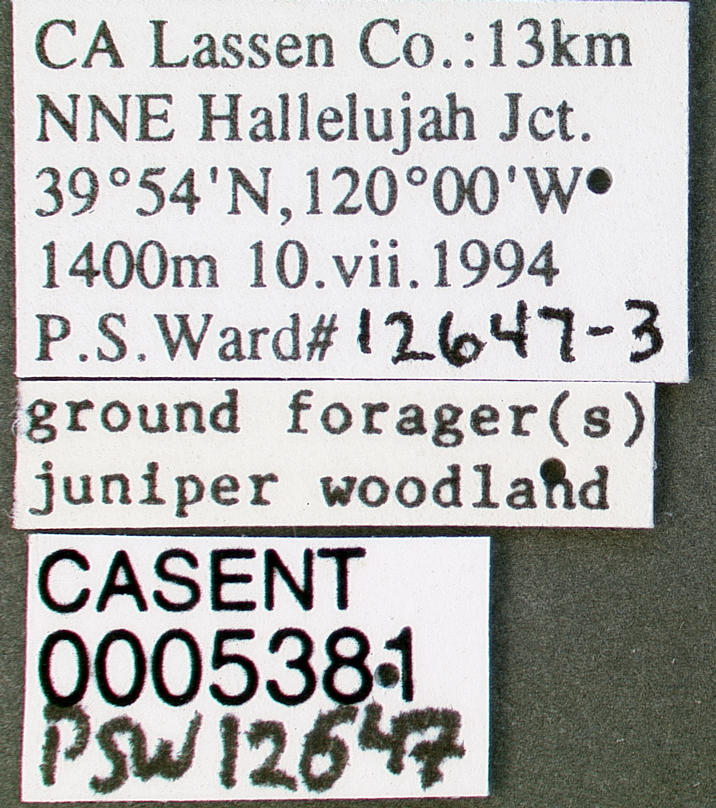
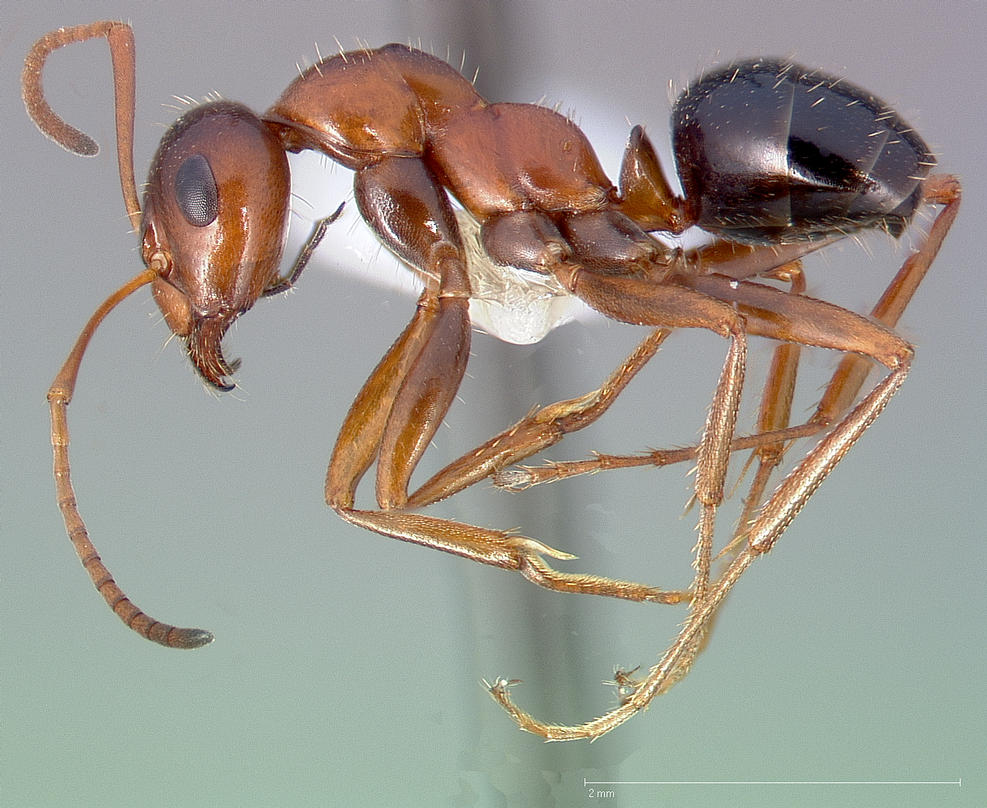